# Tần Trang Tương vương
Tần Trang Tương Vương (chữ Hán: 秦莊襄王, sinh năm 281 TCN, trị vì: 249 TCN-247 TCN) hay còn gọi là Tần Trang vương  (秦莊王), tên thật là Doanh Dị Nhân (嬴異人) hay Doanh Tử Sở (嬴子楚), là vị vua thứ 35 của nước Tần thời Chiến Quốc trong lịch sử Trung Quốc.
Ông nổi tiếng với với câu chuyện được Lã Bất Vi phò trợ lên ngôi Thái tử, sau cùng Triệu Cơ - thiếp hoặc con hát của Lã Bất Vi sinh ra Tần Thủy Hoàng - vị Hoàng đế đầu tiên của Trung Quốc. Tuy nhiên nhiều sử gia nghi ngờ quan hệ huyết thống giữa ông và Tần Thủy Hoàng.

## Thân thế
Ông là con trai thứ 10 của An Quốc quân Doanh Trụ (sau là Tần Hiếu Văn vương), cháu nội của Tần Chiêu Tương vương, vị vua thứ 33 của nước Tần. Nguyên danh của ông là Dị Nhân (異人), mẹ là Hạ Cơ.

## Làm con tin ở nước Triệu
Tần Chiêu Tương vương từng lập con trưởng làm Thái tử, tuy nhiên Thái tử mất sớm. Năm 265 TCN, Chiêu Tương vương lập con thứ là An Quốc quân Doanh Trụ làm Thái tử kế tục.
Thái tử Doanh Trụ sủng ái chính thất là Hoa Dương phu nhân. Hạ Cơ, mẹ của Dị Nhân vốn bị lạnh nhạt nên Dị Nhân sớm phải làm con tin của Tần ở nước Triệu. Năm 260 TCN, 45 vạn quân Triệu bị tướng Bạch Khởi của Tần thảm sát trong trận Trường Bình, Dị Nhân bị ngược đãi, phải ra sống ở Tùng Đài trong cảnh khốn khổ. Lã Bất Vi, một thương nhân có tiếng lúc đó đang buôn bán ở Hàm Đan trông thấy Dị Nhân, nảy sinh ý định giúp ông làm Thái tử nước Tần, mưu dựa vào Dị Nhân sau này được hưởng công danh.
Lã Bất Vi cho Dị Nhân năm trăm cân vàng tiêu dùng và đãi tân khách, rồi lấy tiền mua của báu vật lạ, đem sang Tần, xin ra mắt người chị của Hoa Dương phu nhân để dâng những vật ấy cho Phu nhân. Nhân đó, Lã Bất Vi kể Dị Nhân tài giỏi, khôn ngoan, giao hảo với người các nước, bạn hữu khắp thiên hạ, khuyên bà nhận Dị Nhân làm con nuôi. Hoa Dương phu nhân thụ sủng nhưng không con, sợ sau này không có chỗ dựa nên lập tức xin Thái tử cho bà nhận Dị Nhân làm con. Thái tử đồng ý, cùng Phu nhân cho Dị Nhân nhiều của cải và nhờ cậy Bất Vi giúp đỡ.
Danh tiếng Dị Nhân từ đó càng nổi với chư hầu. Bất Vi có một người thiếp là Triệu Cơ, mỹ nhân nước Triệu có tài đàn hay múa giỏi. Bất Vi mời Dị Nhân đến nhà, sai Triệu Cơ ra rót rượu. Dị Nhân đem lòng say mê, Lã Bất Vi thấy vậy liền dâng Triệu Cơ cho Dị Nhân. Dị Nhân thành thân với Triệu Cơ, đến đủ tháng Triệu Cơ sinh con trai, đặt tên là Doanh Chính (tức Tần Thủy Hoàng sau này).
Các sử gia vẫn luôn tranh cãi về việc Doanh Chính là con của Lã Bất Vi hay Dị Nhân, vì không loại trừ khả năng Triệu Cơ đã có thai với Lã Bất Vi từ trước. Học giả thời nhà Thanh là Lương Ngọc Thằng (梁玉繩) căn cứ nguyên văn mà Tư Mã Thiên chép trong Sử ký về việc Triệu Cơ sinh hạ, có ghi: [Cơ tự nặc hữu thân, chí đại kỳ thời, sinh tử Chính; 姬自匿有身，至大期時，生子政]. Trong đó, "Đại kỳ" một từ là chỉ ý việc phụ nữ đủ tháng sinh nở thời cổ, ám chỉ việc Triệu Cơ cùng Doanh Dị Nhân sau khi chung chạ thì mang thai, xác thực Triệu Cơ sau khi mang thai 10 tháng mới sinh ra Doanh Chính. Lương Ngọc Thằng chỉ ra rằng, Tư Mã Thiên đem cả hai cụm từ rất mâu thuẫn là [Tự nặc hữu thân; ý là "đang có thai"] cùng [Đại kỳ; ám chỉ "sau khi chung chạ mới có thai"] để chung trong một câu như vậy, là một loại bút pháp Xuân Thu, ám chỉ tin đồn rất phổ biến khi ấy là Triệu Cơ có thai trước khi hầu ngủ Doanh Dị Nhân nhưng không tiện phủ nhận.

## Trở về nước Tần và lên ngôi
Năm 257 TCN, Tần sai Vương Hột vây Hàm Đan. Nước Triệu muốn giết Dị Nhân. Dị Nhân cùng Lã Bất Vi mưu đưa sáu trăm cân vàng cho kẻ coi giữ nên trốn thoát khỏi nước Triệu. Nước Triệu lại định giết vợ con Dị Nhân, nhưng Triệu Cơ là con nhà tai mắt ở Triệu, lẩn trốn được vì thế hai mẹ con đều sống.
Do Hoa Dương phu nhân là người Sở, Dị Nhân đổi tên thành Tử Sở (子楚), tức "con trai của nước Sở". Năm 251 TCN, Tần Chiêu Tương vương băng hà, Thái tử Doanh Trụ lên ngôi, tức Tần Hiếu Văn vương, lập Hoa Dương phu nhân làm Vương hậu, Tử Sở làm thái tử. Triệu vương khi này cho phép đưa vợ con Tử Sở về nước Tần. Tuy nhiên Hiếu Văn vương lên ngôi được 3 ngày đã mất.
Thái tử Tử Sở kế vị, tức Tần Trang Tương Vương, tôn đích mẫu là Hoa Dương hậu làm Hoa Dương Thái hậu, sinh mẫu Hạ Cơ là Hạ Thái hậu. Ông lập Triệu Cơ làm hậu, Doanh Chính làm thái tử, phong Lã Bất Vi làm thừa tướng (249 - 235 TCN).

## Đánh chư hầu mở bờ cõi
Thấy nước Tần ngày càng lớn mạnh, bờ cõi tiến sát tới cương vực nhà Chu, Đông Chu Văn quân mưu cùng chư hầu chống lại nước Tần. Năm 249 TCN, Tần Trang Tương vương bèn sai thừa tướng Lã Bất Vi mang quân đánh Đông Chu, chiếm nốt đất đai nhà Chu. Tuy nhiên, Tần Trang Tương vương không cắt hết đường thờ tự nhà Chu, ông lấy đất Dương Nhân cho con cháu nhà Chu dùng vào việc tế tự tổ tiên.
Sau đó Tần Trang Tương vương sai Mông Ngao mang quân đánh nước Hàn. Hàn Hoàn Huệ vương phải cắt đất Thành Cao xin giảng hòa. Từ đó biên giới nước Tần mở ra tới Đại Lương, đặt ra quận Tam Xuyên.
Năm 248 TCN, ông lại sai Mông Ngao đánh nước Triệu, chiếm được đất Thái Nguyên, sau đó lập ra quận Thái Nguyên.
Sang năm 247 TCN, Mông Ngao lại đánh nước Ngụy, tiến vào đất Cao Đô và đất Cấp, san phẳng thành trì tại những nơi này. Sau đó Mông Ngao quay sang đánh nước Triệu, chiếm 37 thành thuộc Du Thứ, Tân Thành và Lang Mạnh.
Cùng năm, Mông Ngao mang quân vây hãm kinh đô Đại Lương của nước Ngụy. Ngụy An Ly vương vội mời Tín Lăng quân Ngụy Vô Kỵ từ nước Triệu về nước trao binh quyền. Ngụy Vô Kỵ sai sứ báo khắp các chư hầu, được các nước Triệu, Sở, Hàn, Yên hợp sức cứu Ngụy.
Tín Lăng quân cầm quân cả năm nước đánh tan quân Tần ở Hà Ngoại. Mông Ngao bỏ chạy. Nguỵ Vô Kỵ thừa thắng đuổi quân Tần đến ải Hàm Cốc, chẹn đường quân Tần, quân Tần đóng chặt cửa ải không dám ra.

## Qua đời
Tháng 5 năm 247 TCN, ngày Bính Ngọ, Tần Trang Tương vương qua đời, thọ 35 tuổi. Con trai ông là Doanh Chính lên ngôi. Doanh Chính trở thành người tiêu diệt cả sáu nước chư hầu vốn đã suy nhược, thống nhất Trung Quốc và trở thành hoàng đế đầu tiên của Trung Quốc vào năm 221 TCN.